# Mithras orocana
Mithras orocana is een vlinder uit de familie van de Lycaenidae. De wetenschappelijke naam van de soort werd als Thecla orocana in 1912 gepubliceerd door Hamilton Herbert Druce.